# José Mariano Béjar
José Mariano Béjar fue un político peruano que formó parte del Congreso del Perú en varios periodos siempre en representación del departamento de Puno.
Fue miembro del Congreso Constituyente de 1860 por la provincia de Lampa entre julio y noviembre de 1860 durante el tercer gobierno de Ramón Castilla. Este congreso elaboró la Constitución de 1860, la séptima que rigió en el país y la que más tiempo ha estado vigente pues duró, con algunos intervalos, hasta 1920, es decir, sesenta años. Luego de expedida la constitución, el congreso se mantuvo como congreso ordinario hasta 1863 y fue elegido nuevamente en 1864.
Fue elegido diputado por la provincia de Lampa entre 1876 y 1878. También formó parte, en representación de la provincia de Carabaya, del Congreso de Arequipa de 1883 al final de la Guerra del Pacífico y durante el gobierno de Lizardo Montero.
Fue elegido diputado por la provincia de Lampa en 1886 durante el gobierno del presidente Andrés Avelino Cáceres.